# 131ª Divisione corazzata "Centauro"
La 131ª Divisione corazzata "Centauro" è stata una grande unità del Regio Esercito e nel secondo dopoguerra dell'Esercito Italiano con la denominazione di Divisione corazzata "Centauro" e successivamente ridotta a livello di brigata prima con la denominazione di 31ª Brigata corazzata "Centauro" dal 1986 al 1991 e poi da quella data Brigata meccanizzata "Centauro".

## Storia
La Grande unità venne costituita il 20 aprile 1939 a Cremona dalla 1ª Brigata corazzata. Nel corso della seconda guerra mondiale fu stanziata in Albania, successivamente operò sul fronte greco e in Jugoslavia. Le unità principali della divisione (Comando, 31º Reggimento carristi e 5º Reggimento bersaglieri) furono trasferite in Tunisia nel novembre del 1942. Fu praticamente annientata, dopo aspri combattimenti, negli ultimi giorni del marzo 1943. Sciolta nell'aprile del 1943 fu ricostituita il 1º novembre del 1959 e posta alle dipendenze del III Corpo d'armata di Milano. Fu sciolta nel 1986 in seguito alla riorganizzazione dell'esercito italiano.

### Organico divisionale al 20 aprile 1939
La Divisione Centauro fu costituita il 20 aprile 1939 dalla 1ª Brigata corazzata, disciolta nella stessa data, sul seguente organico:
- 31º Reggimento Carristi su:
  - I (VII), II (VIII), III (X) e IV (XXXI) Battaglione carri L[1] (i numeri fra parentesi indicano gli originari battaglioni L autonomi)
- 5º Reggimento bersaglieri su:
  - XXII Battaglione motociclisti
  - XIV e XXIV Battaglione autoportato
- 131º Reggimento artiglieria corazzata su:
  - I, II, III Gruppo (tutti su 75/27 trainati)
- 131ª Sezione sanità
- 131º Autoreparto
- 79ª Sezione carabinieri
- 80ª Sezione carabinieri

### Operazioni sul fronte balcanico (1939-1941)
La Centauro iniziò il suo addestramento nei pressi di Siena, per essere trasferita nel corso dell'estate del 1939 nella zona di Tirana. Inquadrata successivamente nel XXV Corpo d'armata fu impegnata su due colonne quando iniziarono le ostilità contro la Grecia. All'inizio della campagna (28 ottobre 1940) la divisione aveva in organico 4000 uomini, 163 carri L e 24 pezzi di artiglieria. La colonna principale (comprendente la componente corazzata della divisione), impegnata nella conca di Kalibaki, non riuscì a sfondare le difese nemiche e, quando scattò il contrattacco greco, fu utilizzata per coprire la ritirata delle divisioni Ferrara e Modena. Successivamente fu impiegata per distaccamenti su varie parti del fronte. Ritirata dal fronte il 4 febbraio 1941 iniziò la riorganizzazione, ricevendo il 1º Reggimento Bersaglieri ed il IV Battaglione Carri M, che finalmente sostituivano i carri L. Alla fine di marzo fu trasferita a Scutari, per fronteggiare le forze della Jugoslavia, alle dipendenze del XVII Corpo d'Armata. Nella guerra contro la Jugoslavia ebbe violenti scontri sul Prini That e sul Prini Banush, riuscendo infine a sfondare le linee nemiche presso Kopliku. Il 17 aprile raggiunse Ragusa, incontrandosi con le avanguardie della Littorio che proveniva da Zara.
Il giorno 11 maggio 1941 iniziò a reimbarcarsi per rientrare in Italia.

### Riorganizzazione (1942)
Rientrata in Italia la Divisione fu smembrata perdendo il 1º Reggimento bersaglieri e il 31º Reggimento carri, sostituito dal 131º Reggimento carri (fornito principalmente di carri francesi di preda bellica).
Successivamente il 31º Reggimento carri, riorganizzato su Battaglioni di Carri M, fu riaggregato alla Divisione, che fu trasferita in Piemonte, ad Alba (CN), sotto il comando del Generale di Brigata Carlo Calvi di Bergolo, inquadrata nel XXII Corpo d'armata, in attesa del trasferimento in Nord Africa.

#### Organico
- Comando della I^ brigata corazzata per la divisione Centauro (Gen. B. Giovanni Casula dal 25 ottobre 1941)
- 15º R.E.Co "Cavalleggeri di Lodi";
- 31º Reggimento carristi
  - XIV, XV, XVII Battaglione Carri M;
- 5º Reggimento bersaglieri
  - XXI Battaglione Motociclisti;
  - XIV Battaglione Autoportato;
  - XXIV Battaglione Autoportato;
- 131º Reggimento artiglieria corazzata
  - I Gruppo 75/27 (trainati);
  - II Gruppo 75/27 (trainati)
  - III Gruppo 105/28 (trainati);
  - DLIV Gruppo semoventi (su semoventi 75/18);
- XXXI Battaglione del Genio;
- 131ª Sezione Sanità;
- 131ª Sezione Sussistenza.

### Operazioni sul fronte nordafricano (1943)
Nella seconda metà del novembre 1942 la Divisione partì dall'Italia, ma i convogli con cui doveva raggiungere immediatamente l'Africa subirono forti perdite, anche nel Porto di Palermo, e arrivarono solo 16 carri medi e 28 autoblindo AB41. A dicembre aveva incominciato a operare anche la Centauro con il XIV e XVII battaglione carri M, mentre i semoventi insieme a reparti minori si trovavano ancora in Italia. Successivamente si aggiunse il XV battaglione carri M e una compagnia di semoventi inquadrati nella L Brigata speciale "Imperiali".
La divisione "Centauro" non giunse in Tunisia come reparto organico, dato che parte delle sue unità non venne mai trasferita e che le unità trasferite, man mano che arrivavano sul suolo africano, venivano immediatamente inviate al fronte aggregate ad altre grandi unità, sia italiane sia tedesche. La maggior parte dei carri (XIV e XVII Battaglione) operarono sotto il comando del Raggruppamento "Cantaluppi", che aveva già assorbito quanto restava dell'Ariete e della Littorio. Dopo una serie di acquisizioni e perdite di unità, non ben chiarite a causa delle difficoltà di documentazione in quei frangenti abbastanza caotici, all'inizio del 1943 il Raggruppamento "Cantaluppi", assieme a reparti del 5º reggimento bersaglieri e del 31º reggimento carri giunti dalla Grecia, formava la Divisione "Centauro", che in quei primi mesi dell'anno è stata protagonista delle prime e uniche vittorie del Regio Esercito su quello statunitense, nelle battaglie del passo di Kasserine e di El Guettar. Nel gennaio 1943 la divisione partecipò a uno scontro presso Ousseltia, dove i francesi subirono trecento perdite e lasciarono sul terreno molti mezzi e cannoni. La Centauro fu inquadrata nella 5. Panzerarmee, a sua volta inquadrata, a partire dal 23 febbraio, nell'Heeresgruppe Afrika. Al passo di Kasserine i reparti della "Centauro" attaccarono in massa i reparti corazzati americani, sfondando la linea degli Sherman, costringendo gli americani ad arretrare sulla linea del Passo Kasserine e mentre gli americani erano in rotta, abbandonando ingenti quantità di materiale, soltanto pochi battaglioni isolati costituirono sacche di resistenza. Il 23 febbraio, un massiccio attacco aereo costrinse le truppe italo-tedesche ad arretrare e il passo tornò sotto il controllo americano; la Divisione "Centauro", rimasta a corto di mezzi, in quanto ne aveva ceduti ad altre unità e aveva perso dei veicoli che le erano stati assegnati durante il trasporto via mare, dovette armare dei gruppi appiedati, contava il 10 marzo 1943 soltanto trenta veicoli da combattimento (due semoventi 75/18, diciotto carri M14 e dieci autoblindo AB41) del XVII battaglione, e con questo materiale venne costituito il Raggruppamento corazzato "Piscitelli".
Il 20 marzo 1943 la divisione "Centauro", schierata a Gafsa fu attaccata dall'intero II Corpo statunitense. La Divisione "Centauro" resistette alle forze nemiche soverchianti per ben 12 giorni, finché il 31 marzo non fu sostituita in linea dalla 21ª Panzerdivision. Nonostante avesse tenuto il fronte, il 7 aprile 1943 la "Centauro" presso El Guettar era praticamente annientata, quindi i suoi reparti di bersaglieri furono aggregati al Kampfgruppe Manteuffel (Gruppo di combattimento Manteuffel) ed i carri, sempre sotto comando italiano, alla 10ª Panzerdivision nel Raggruppamento corazzato "Piscitelli" che continuò a resistere con diciassette carri M14 del XIV battaglione, dieci semoventi del 557º Gruppo e quattordici carri tedeschi della 21ª e 15ª Panzer Division, affrontando circa duecento corazzati inglesi. il 25 aprile ai piedi di Gebel Bou Kurnine, nello scontro durato circa due ore, i semoventi da 75/18 respinsero i corazzati inglesi, dopo averne distrutti ventotto con la perdita di soli quattro mezzi. Al 10 aprile il Raggruppamento "Piscitelli" poteva contare su undici carri M14 e dodici semoventi 75/18, il Gruppo autoblindo Nizza e il GECo Monferrato con quaranta mezzi AB41.
La Divisione "Centauro" in pratica venne considerata sciolta in zona di guerra a far data dal 7 aprile.
Il 22 aprile 1943 il comando della 1ª Armata, inquadrata anch'essa, nell'Heeresgruppe Afrika decise di riunire al "RECo Lodi", che aveva perduto, in 5 mesi di lotta, il 50% del personale e il 60% del materiale, tutti i reparti corazzati esistenti in Tunisia, e assorbendo tutti gli elementi meccanizzati italiani il Reco passò agli ordini della 5. Panzerarmee prendendo parte alla difesa della Linea del Mareth, nella vittoriosa battaglia di Gebel bou Kournine contro gli inglesi del 25 aprile 1943 e successivamente alla difesa di Capo Bon. L'8 maggio a Biserta, quando restavano operativi cinque carri M14, quattro Tiger tedeschi e sei semoventi 75/18 ci fu l'ultima battaglia, un ultimo episodio che vide la vittoria sul campo dei corazzati italiani ma la campagna era ormai perduta. Il 10 maggio Capo Bon viene investito da notevoli forze corazzate. Il RECo resiste, ma l'avanzata delle forze anglo-americane, ora sostenute anche da quelle francesi, superiori per uomini e mezzi, che provenivano contemporaneamente dalla Libia e dall'Algeria, causò gravissime perdite ai reparti italo-tedeschi e l’11 maggio 1943, dopo aver combattuto a nord ovest di Boufichia, sino ad ogni possibilità umana, ciò che rimaneva del R.E.Co. fu annientato in durissimi combattimenti e il 13 maggio 1943 il RECo venne disciolto. Il Bollettino di guerra n.1083 del 13-14 maggio 1943 citò per nome il Raggruppamento Esplorante Corazzato (R.E.Co.) "Cavalleggeri di Lodi".
Tra il 9 e il 13 maggio 1943 ciò che rimaneva dei reparti corazzati italiani e tedeschi in Tunisia fu costretto alla resa.

### La ricostituzione
Nei giorni immediatamente successivi alla caduta del fascismo, il 27 luglio 1943 venne ricostituita con il nome di 136ª Divisione legionaria corazzata "Centauro" (rinominando la 1ª Divisione corazzata "M", divisione d'élite di fedelissimi al regime fascista, integrandola con ufficiali di sicura fede monarchica) al comando del generale Giorgio Carlo Calvi di Bergolo. 
Unità modernamente armata, inquadrata all'interno del Corpo d'armata motocorazzato (CAM) predisposto in funzione della difesa di Roma, essa nelle giornate seguenti l'armistizio dell'8 settembre, a causa della sua dubbia fedeltà nei confronti di direttive atte a contrastare le forze tedesche, fu lasciata inattiva e non venne coinvolta nei combattimenti che si svolsero attorno alla Capitale.
A seguito dell'occupazione tedesca di Roma la "Centauro" fu definitivamente sciolta ed i suoi armamenti requisiti dalla Wehrmacht.

## Elenco dei comandanti della divisione
- generale di brigata Giovanni Magli dal 20 aprile 1939 al 22 febbraio 1941
- generale di brigata Gavino Pizzolato dal 23 febbraio 1941 al 28 febbraio 1942
- generale di divisione Giorgio Carlo Calvi di Bergolo dal 1º marzo 1942 al 7 aprile 1943
  - Vicecomandante: generale di brigata Giuseppe Costa (dal 13 febbraio al 7 aprile 1943)

## La ricostituzione nel secondo dopoguerra
Il 1º aprile del 1951 fu ricostituita la Brigata corazzata "Centauro" e il 1º novembre del 1959 fu trasformata in Divisione corazzata "Centauro" con il comando a Novara e schierata con i reparti in Piemonte e Lombardia. Nel 1963 la Divisione completò gli organici secondo quanto previsto dalle normative NATO e risultava articolata sulla 1ª Brigata Meccanizzata, la IIª Brigata Corazzata, la IIIª Brigata Corazzata e su una Brigata di Artiglieria.
Con la profonda ristrutturazione dell'esercito italiano del 1975 la "Centauro" inquadrò:
- 3ª Brigata meccanizzata “Goito”
- Brigata meccanizzata "Legnano"
- 31ª Brigata corazzata “Curtatone”

Completavano l'organico della grande unità i supporti tattici divisionali.
Il 1º novembre 1986 a seguito dell'abolizione del livello divisionale nelle unità dell'esercito italiano, la Divisione corazzata "Centauro" fu sciolta e a Novara la 31ª Brigata corazzata “Curtatone” fu trasformata in 31ª Brigata corazzata "Centauro".
Nel 1996 la Brigata fu trasformata in meccanizzata, passando poi il 15 ottobre 1997 alle dipendenze del 1º Comando delle Forze di Difesa (1° FOD) di Vittorio Veneto.
Nel quadro del processo di riordinamento dell'Esercito Italiano verso il modello professionale e di un processo di riduzione del numero delle Brigate, la "Centauro" non è inserita tra le Grandi Unità che dovranno inquadrare personale volontario. La "Centauro" subisce pertanto una progressiva riduzione del personale di leva e comincia a cedere ad altre Brigate i reggimenti per i quali è invece prevista l'alimentazione con personale volontario. Venne sciolta poi definitivamente nel 2002 in Novara.